# Diversion (militaire)
Pour les articles homonymes, voir Diversion (homonymie).
 (signalé en juillet 2025).
Si vous disposez d'ouvrages ou d'articles de référence ou si vous connaissez des sites web de qualité traitant du thème abordé ici, merci de compléter l'article en donnant les références utiles à sa vérifiabilité et en les liant à la section « Notes et références ».
- Archive Wikiwix
- Bing
- Cairn
- DuckDuckGo
- E. Universalis
- Gallica
- Google
- G. Books
- G. News
- G. Scholar
- Persée
- Qwant
- (zh) Baidu
- (ru) Yandex
- (wd) trouver des œuvres sur Wikidata

Dans le langage militaire, la diversion est un procédé visant à tromper l'ennemi ou l'adversaire en lui fournissant des données factuelles fausses. Elle prend place dans le cadre plus général de la déception.
La déception est définie comme l'ensemble des mesures visant à tromper l'adversaire ou l'ennemi en vue de l'inciter à réagir de façon préjuciable à ses propres intérêts. Elle comporte trois procédés : la dissimulation (qui comprend elle-même le camouflage et le contre-renseignement) qui consiste à cacher des informations exactes, l'intoxication (ou désinformation) qui consiste à laisser apparaitre des informations fausses et la simulation qui consiste à fournir des données factuelles fausses.
La diversion est une opération de simulation, tout comme le leurrage, la démonstration et la feinte.